# Pauwoogsierschildpad
De pauwoogsierschildpad (Trachemys ornata) is een schildpad uit de familie moerasschildpadden (Emydidae). De soort werd voor het eerst wetenschappelijk beschreven door John Edward Gray in 1831. Oorspronkelijk werd de wetenschappelijke naam Emys ornata gebruikt.
De soort werd lange tijd als ondersoort van de lettersierschildpad (Trachemys scripta) beschouwd, waardoor de verouderde wetenschappelijke naam in de literatuur wordt gebruikt. De pauwoogsierschildpad leeft in Midden-Amerika en komt endemisch voor in Mexico. De schildpad is gevonden in de staten Guerrero, Jalisco, Nayarit en Sinaloa.
De pauwoogsierschildpad bereikt een maximale schildlengte tot 38 centimeter. De kop van de schildpad is voorzien van een oranje oogstreep welke doorloopt in de nek.